# Liste der Baudenkmäler in Chiemsee (Gemeinde)
Auf dieser Seite sind die Baudenkmäler in der oberbayerischen Gemeinde Chiemsee zusammengestellt. Diese Tabelle ist eine Teilliste der Liste der Baudenkmäler in Bayern. Grundlage ist die Bayerische Denkmalliste, die auf Basis des Bayerischen Denkmalschutzgesetzes vom 1. Oktober 1973 erstmals erstellt wurde und seither durch das Bayerische Landesamt für Denkmalpflege geführt wird. Die folgenden Angaben ersetzen nicht die rechtsverbindliche Auskunft der Denkmalschutzbehörde.

## Ensembles

### Ensemble Frauenchiemsee

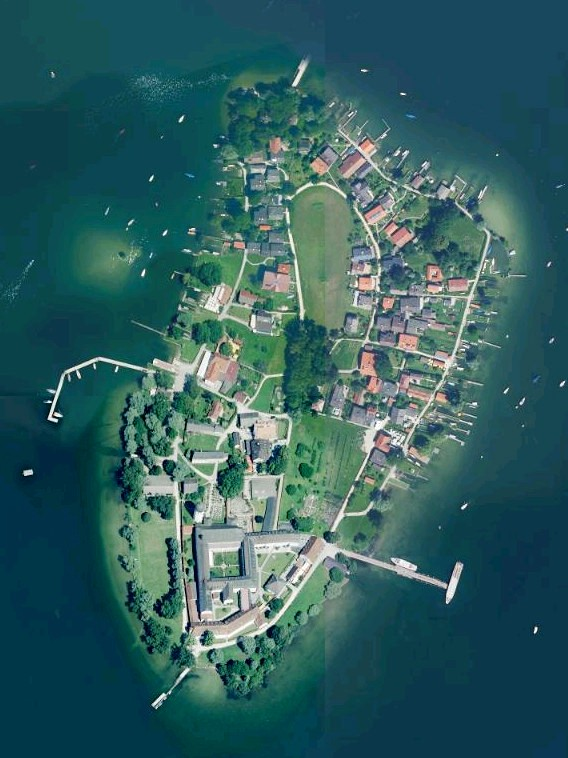
Frauenchiemsee von oben

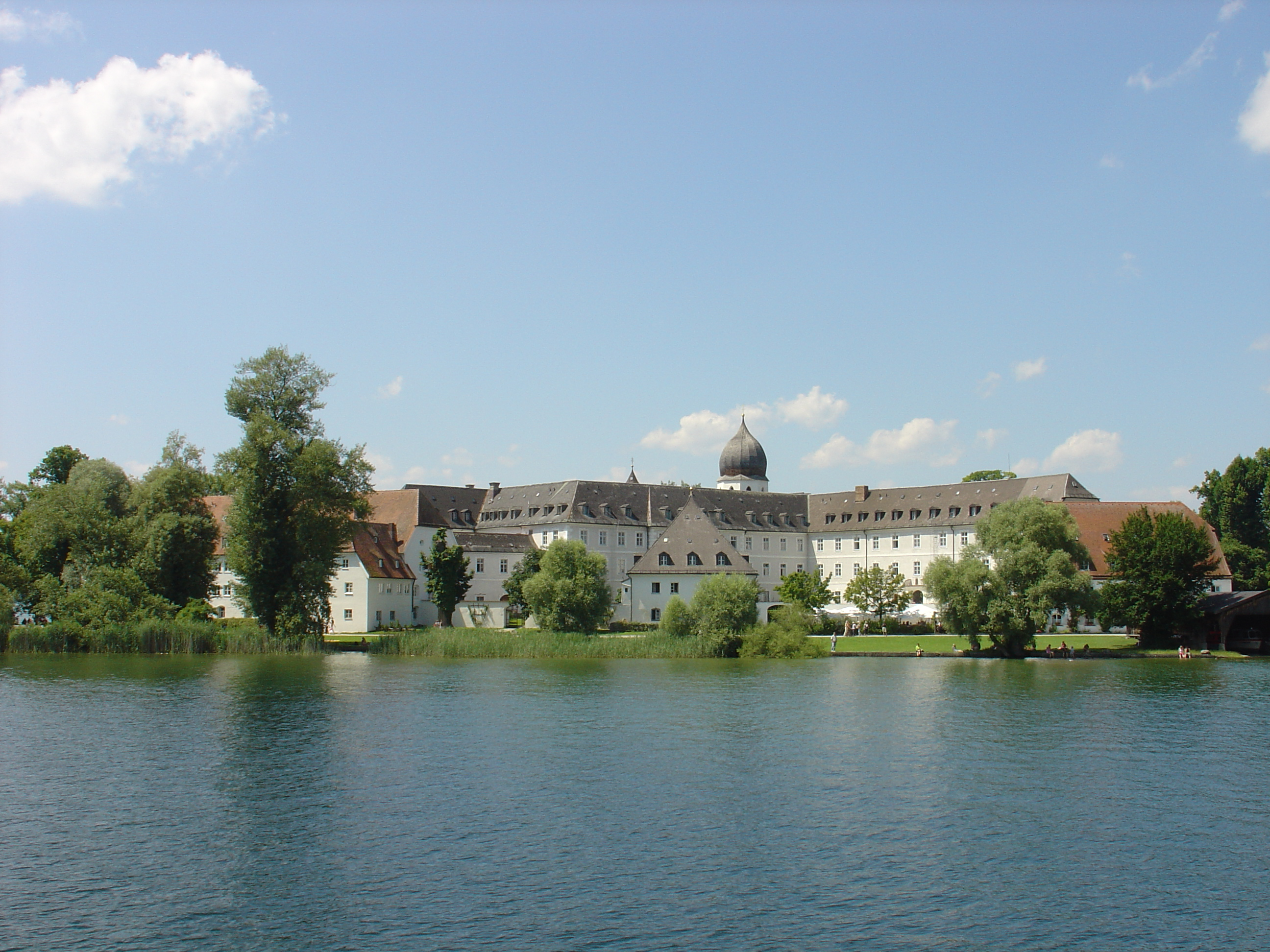
Gesamtansicht Kloster Frauenchiemsee

Auf der Fraueninsel im Chiemsee sind die Traditionen eines zwölfhundert Jahre alten Klosters, dem sich ein altes Klosterdorf zuordnet, eindrucksvoll bewahrt geblieben. Den Südteil der Insel besetzen die Klosteranlagen, der Nordteil wird durch die Bauten des Dorfes und der Hofangerwiese bestimmt. Das Ensemble umfasst beide Bereiche und somit die ganze Insel.
Einzelfunde der Jungsteinzeit, der späten Bronce- oder Urnenfelderzeit belegen eine temporäre Nutzung der Insel bereits in vorgeschichtlicher Zeit; eine dauerhafte
Besiedelung ist aber erst seit dem Frühmittelalter gesichert zu belegen: Für die beiden großen Chiemseeinseln, die Herren- und die Fraueninsel, sind frühmittelalterliche Klostergründungen bezeugt. Hinweise auf eine bereits um die Mitte des 8. Jahrhunderts im Chiemsee bestehende Kirche sind aber wohl eher mit Herren- als mit Frauenchiemsee in Verbindung zu bringen, da die Existenz eines so frühen Klosters auf der Fraueninsel archäologisch noch unsicher ist. Auch die vielfach für Frauenchiemsee in Anspruch genommene Nachricht von einem von Herzog Tassilo III. um 770 gestifteten Kloster mit mutmaßlicher Kirchenweihe durch den Salzburger Erzbischof Virgil im Jahr 782 dürfte sich der neueren Forschung zufolge auf das über archäologische Untersuchungen nachgewiesene Benediktinerkloster auf der Herreninsel beziehen.
Die Entstehung des Klosters auf der Fraueninsel ist jedoch spätestens für die Mitte des 9. Jahrhunderts durch archäologische Befunde gesichert. Das hier eingerichtete Stift für adelige Damen erhielt beträchtliche Dotierungen durch König Ludwig den Deutschen und wurde zum Reichsstift erhoben. Seine 866 gestorbene Tochter Irmingard leitete den Konvent als erste namentlich überlieferte Äbtissin und führte das Kloster zu seiner ersten Blüte; sie wurde in allen Jahrhunderten auf der Insel verehrt und 1928 als Selige kanonisiert.

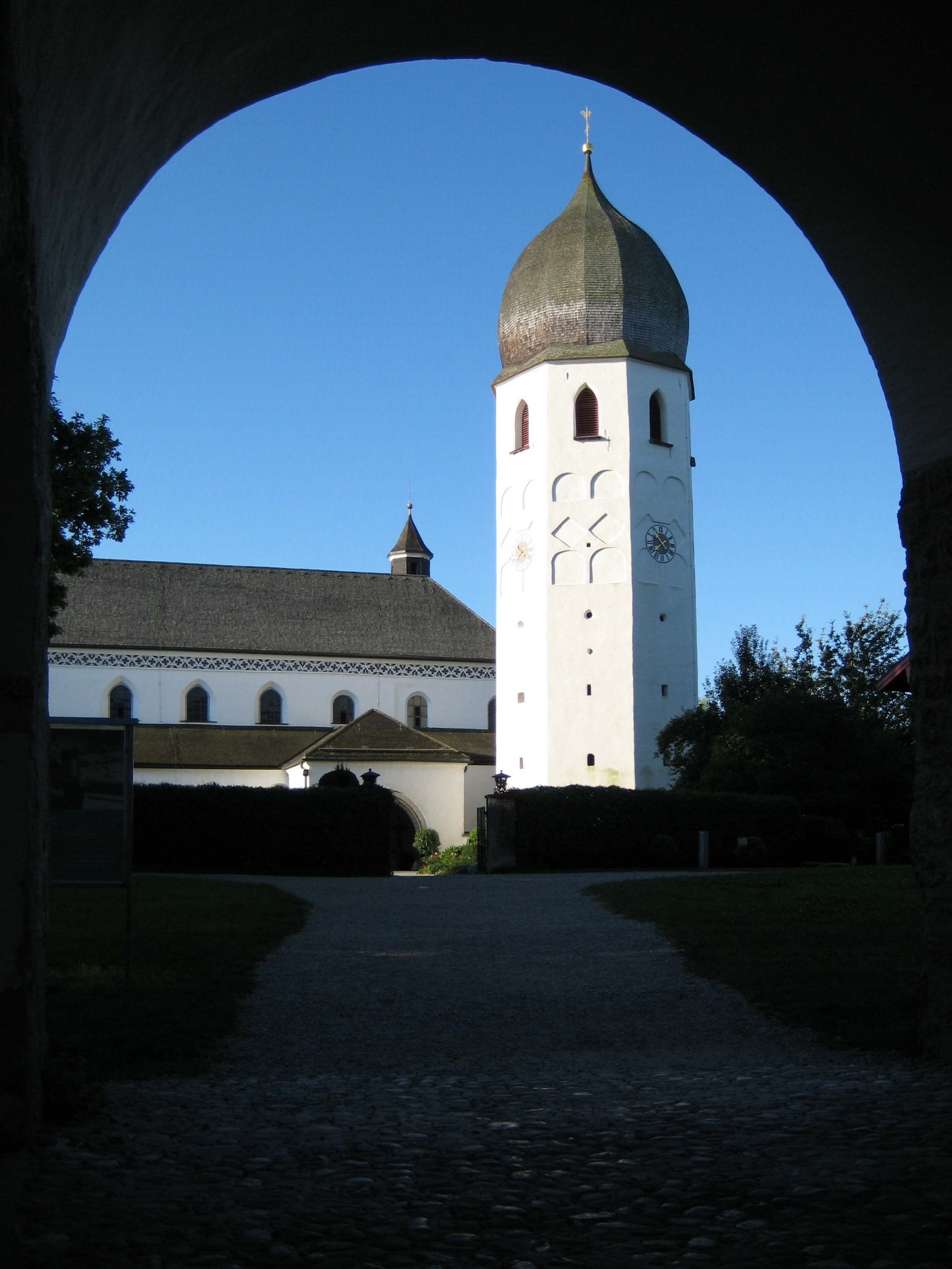
Münster – Glockenturm aus Torhalle

Mit dem zweigeschossigen Torbau des Klosters wird ein Rest der spätottonischen Anlage noch anschaulich: Nördlich der Kirche wohl um das Jahr 1000 im Zusammenhang mit der Verlegung der Klausur von der Nord- auf die Südseite als Immunitätstor zum Klosterbezirk errichtet, besitzt er im Inneren zwei Kapellenräume, deren oberer, die ehemalige Michaelskapelle, noch Reste der originalen Freskenausmalung im Chor besitzt.
Anfang des 11. Jahrhunderts wurde die Kirche wohl über den Grundmauern eines Vorgängerbaus als dreischiffige, querhauslose Basilika mit rechtwinkligem Chorumgang neu errichtet. Als Wehr- und Fluchtturm entstand gleichzeitig der frei neben der Kirche stehende, das Bild der Insel beherrschende Glockenturm, der über den Fundamenten der karolingischen Klausurbauten errichtet wurde. Er ist Ende des 14. Jahrhunderts erhöht und 1626 mit einer Zwiebelhaube versehen worden. In der 1. Hälfte des 12. Jahrhunderts entstanden die bedeutenden Fresken in der Kirche. Zwischen 1472 und 1476 wurden die Langhausmauern der Basilika erhöht und die den Innenraum prägenden Netzgewölbe eingebaut; gleichzeitig wurde an der Nordseite die Portalvorhalle angefügt. Nach Bränden von 1491 und 1572 wurde die Klosterkirche bis ins 18. Jahrhundert weiter ausgebaut und ausgestattet.
Den mittelalterlichen Kreuzgang an der Südseite der Stiftskirche ersetzten 1729–30 barocke Neubauten des Konvents, die einen rechteckigen Hof umschließen; nach Süden und Osten fügen sich weitere Flügelbauten an. Neben dem Baukomplex des 18. Jahrhunderts haben sich am Südostrand des Bezirks mit dem Mayerhaus, dem Beichtvaterhaus und dem Zinskasten Klosterbauten aus dem 16./17. Jahrhundert erhalten. Der malerische Friedhof und das Mesneranwesen vor der Nordseite der Stiftskirche entstanden erst nach Abbruch der dörflichen Pfarrkirche St. Martin, der zweiten Kirche der Insel, in der Säkularisation.
Das Klosterdorf, in älterer Zeit von etwa vierzig Fischer- und Handwerkerfamilien bewohnt, zieht sich, der alten Uferlinie folgend, mit seinen bebauten Parzellen in weitem Bogen um die große Angerfläche in der Nordhälfte der Insel. An ihrem Südrand erhob sich die 1393 erstmals erwähnte Pfarrkirche St. Martin des Klosterdorfes, die nach der Säkularisation 1803 abgebrochen wurde. Die ein- und zweigeschossigen Wohnbauten, in der Regel mit vorstehenden Flachsatteldächern, weisen die Giebel meist zum See hin. Die älteren Fischerhäuser sind fast gänzlich durch Neubauten ersetzt oder stark verändert worden, aber Bootshütten, Landungsstege und andere Einrichtungen der Fischer sind als Überreste dieses Gewerbes auf der Insel noch erhalten. Zwischen den Häusern Nr. 35, 37, 38 auf der Westseite und 14, 15, 16 sowie 17, 18, 19, 20 auf der Ostseite sind kleine Gässchen ausgebildet, die von den Ufern direkt zum Hofanger führen, einer großen Wiesenfläche, die höher gelegen ist als die bebauten Bereiche am Ufer und die den größten Teil der inneren Insel überzieht. An ihrem Südrand erhob sich die 1393 erstmals erwähnte Pfarrkirche St. Martin des Klosterdorfes, die nach der Säkularisation 1803 abgebrochen wurde. Neben dem Hofanger blieben im Nordosten des Klosters der ehemalige Bleichgarten und der Lindenhain mit der in den 1920er Jahren errichteten Kriegergedächtniskapelle erhalten. Innerhalb der Klostersiedlung sind noch weitere historische Grünflächen vorhanden. Diese ineinander übergehenden öffentlichen und privaten Grünflächen sind typisch für die Struktur der Insel und prägen ihr Erscheinungsbild bis heute. Das ehemalige Hofrichterhaus, das sich durch seine Größe und sein Walmdach von den übrigen Dorfbauten absetzt, blieb als Inselwirtshaus erhalten.

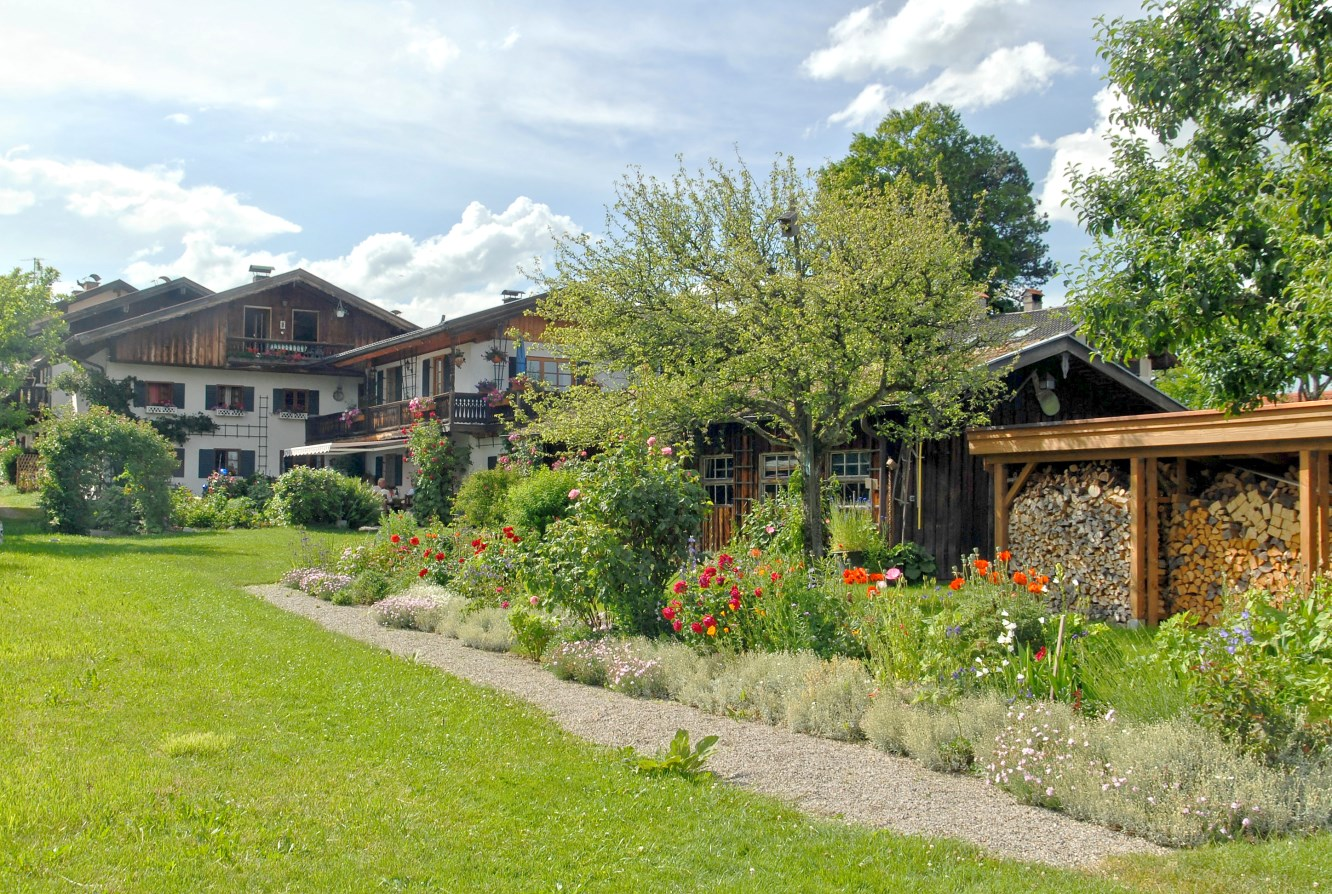
Frauenchiemsee, Künstlersiedlung

Die romantische Entdeckung der Insel im 19. Jahrhundert brachte seit 1828 den Maler Max Haushofer mit seiner Künstlergilde nach Frauenchiemsee. Schlichte, zwischen die älteren Anwesen auf der Ostseite eingefügte Wohnhäuser des späteren 19. Jahrhunderts, zum Teil mit Atelierfenstern, im Äußeren landhausartig, erinnern an die damalige Künstlerkolonie. Auch die Villa Graf gehört in diese Zeit, die auch dem 1838 durch König Ludwig I. als Priorat wiedererrichteten Kloster eine neue Blüte brachte. Mit der Gründung des Chiemseeschifffahrtsbetriebs im Jahr 1845, dem Bau der Eisenbahnlinie München – Prien – Salzburg im Jahr 1866 und Freigabe der Besichtigung des Königsschlosses Herrenchiemsee für die Öffentlichkeit im Jahr 1886 begann die touristische Erschließung des Chiemsees und der Fraueninsel. Der steigende Fremdenverkehr bewirkte den Ausbau von Gastronomie und Unterkünften auf der Fraueninsel. So erfolgte der große Erweiterungsbau des Gasthofs zur Linde durch Eugen Drollinger im Jahr 1903. Landwirtschaft und Handwerk wurden nach und nach aufgegeben und durch eine Tourismusnutzung ersetzt.
Mit der Absenkung des Chiemsees im Jahr 1902 durch die Steigerung des Abflusses erweiterte sich die Fläche der Fraueninsel; sie erhielt dadurch eine neue, erheblich erweiterte Uferlinie. Der hinzugewonnene Uferbereich wurde mit Mauerzügen befestigt und mit Anlegestellen und künstlichen Häfen versehen. Der die gesamte Insel umgebende Grüngürtel außerhalb des Uferweges ist bis auf Bootshütten und Badehäuser weitgehend unbebaut. Hierdurch bleibt auch die wichtige historische Fernwirkung der Insel gewahrt. 
Aktennummer: E-1-87-123-1

## Baudenkmäler nach Ortsteilen

### Frauenchiemsee (Insel)
| Lage                                             | Objekt                                                                   | Beschreibung | Akten-Nr.              | Bild                              |
| ------------------------------------------------ | ------------------------------------------------------------------------ | --- | ---------------------- | --------------------------------- |
| Frauenchiemsee 1 (Standort)                      | Gasthof zur Linde                                                        | Dreiteiliger Baukomplex Hauptbau zweigeschossig mit Halbwalmdach und Putzgliederung, im Kern 17. Jahrhundert Nordwestlich angesetzt ehemalige Ökonomie, zweigeschossiger Flachsatteldachbau, Mitte 19. Jahrhundert Im Süden Gasthof-Neubau, zweigeschossiger Satteldachbau auf L-förmigem Grundriss, mit Halbwalm nach Norden und in Querrichtung, polygonalem Erdgeschoss-Eckerker und Rundbogenportal, von Eugen Drollinger, 1903 | D-1-87-123-1 Wikidata  | Gasthof zur Linde                 |
| Frauenchiemsee 1 1/2 (Standort)                  | Ehemalige Villa Graf                                                     | Zweigeschossiger Massivbau mit Flachwalmdach, Giebelrisalit und Putzornamenten, im klassizisierenden Stil der Maximilianszeit, 3. Viertel 19. Jahrhundert | D-1-87-123-2 Wikidata  | weitere Bilder                    |
| Frauenchiemsee 9 (Standort)                      | Ehem. Bauernhaus, später Bäckerei und Fremdenpension                     | Zweigeschossiger Massivbau mit Rotmarmorportal und Wappenmalerei in zwei runden Bildfeldern, eines davon bezeichnet mit 1731, Flachsatteldach angehoben und erneuert 1995 | D-1-87-123-4 Wikidata  | weitere Bilder                    |
| Frauenchiemsee 21 (Standort)                     | Wohnhaus, ehemalige Villa Stradal                                        | Zweigeschossig mit Kniestock und vorstehendem Flachsatteldach, im Kern Bauernhaus des 17./18. Jahrhundert, im frühen 19. Jahrhundert zum Landhaus und Künstlersitz umgestaltet, 1898 nochmalige Überformung mit Ausbau des östlichen Teils zum Maleratelier | D-1-87-123-28 Wikidata | Wohnhaus, ehemalige Villa Stradal |
| Frauenchiemsee 34 a (Standort)                   | Sogenanntes Kochfischerhaus und ehemalige Inselpost                      | Erdgeschossiger verputzter Flachsatteldachbau in Blockbauweise, im Kern 17./18. Jahrhundert | D-1-87-123-8 Wikidata  | weitere Bilder                    |
| Frauenchiemsee 35 (Standort)                     | Wohnhaus, sogenanntes Lippengütl, ehemaliges Fischer- und Handwerkerhaus | Mit angeschlossenem Stallteil, zweigeschossiger verputzter Massivbau mit Flachsatteldach und giebelseitigem Zierbalkon, im Kern Anfang 19. Jahrhundert, um 1900 überformt | D-1-87-123-32 Wikidata | weitere Bilder                    |
| Frauenchiemsee 41 (Standort)                     | Torhaus des Klosters                                                     | Zweigeschossiger Satteldachbau mit Torhalle, doppelstöckigem, stark eingezogenem Rechteckchor im Osten und westlich angebautem Vikariatshaus Torhalle im Erdgeschoss in drei Schiffen tonnengewölbt mit rundbogig geöffneter mittiger Durchfahrt, im Erd- und Obergeschoss integriert die ehemaligen Kapellen St. Nikolaus und St. Michael, spätottonisch, um 1000 Im Chorraum der oberen Kapelle monochrom ausgeführte Freskomalerei, wohl 1. Hälfte bis Mitte 12. Jahrhundert Westlich ehemaliges freistehendes Pfründegebäude, im Kern 14. Jahrhundert, über einen Zwischenbau Ende 16. Jahrhundert als Vikarhaus an die Torhalle angeschlossen | D-1-87-123-10 Wikidata | weitere Bilder                    |
| Frauenchiemsee 42, 46, 47, 48, 49, 50 (Standort) | Benediktinerinnenkloster Frauenchiemsee                                  | Gegründet bis spätestens Mitte 9. Jahrhundert, 1803 Auflösung des Stifts, 1838 Wiedererrichtung des Klosters mit Mädchenschule und Internat unter Ludwig I., seit 1901 Abtei Katholische Abtei- und Kuratiekirche Mariä Opferung, dreischiffige Basilika mit gerade geschlossenem Umgangschor im Osten und angebauter Chorhauptkapelle, westlicher Vorhalle mit darüberliegendem Nonnenchor sowie romanischem Portal mit gotischer Vorhalle im Norden, im Kern frühromanischer Kirchenneubau, 1. Hälfte 11. Jahrhundert, über den Grundmauern eines karolingischen Vorgängerbaus, Ausgestaltung mit Freskenzyklus 1. Hälfte oder Mitte 12. Jahrhundert, Paradieshalle 1468 zur Taufkapelle umgebaut und um Nonnenchor aufgestockt, Erhöhung der Langhausmauern und Einwölbung 1472–76, gleichzeitig Anbau der (doppelstöckigen) Chorkapelle, Reparaturmaßnahmen nach Bränden von 1491 und 1572, Barockisierung im 17. Jahrhundert; mit Ausstattung Glockenturm, mächtiger freistehender Achteckturm, Anfang 11. Jahrhundert als Wehr- und Fluchtturm errichtet, Aufstockung 1395, Aufsetzen der Zwiebelhaube 1626 Konventsbauten des Klosters (Frauenchiemsee 50), geschlossene Vierflügelanlage südlich der Kirche um einen Rechteckhof, mit angesetzten Trakten nach Süden und Osten, dreigeschossige Massivbauten mit Walmdach und Putzgliederung, von Martin Pöllner, 1728–32; mit Ausstattung Sogenanntes Beichtvaterhaus, jetzt Gästehaus (Frauenchiemsee 48), zweigeschossiger Massivbau auf quadratischem Grundriss mit Zeltdach, 1611 Sogenanntes Mayerhaus, jetzt Gaststätte Klosterwirt (Frauenchiemsee 47), zweigeschossiger verputzter Massivbau mit Krüppelwalmdach und gewölbtem Erdgeschoss, von 1514 Sogenannter Zinskasten (Frauenchiemsee 49), dreigeschossiger Massivbau mit Walmdach, mit hakenförmig angesetztem zweigeschossigen Krüppelwalmdachbau, von 1506, umgebaut 1946 Klosterfriedhof, Anfang 19. Jahrhundert, mit Ummauerung Umgebende Klostermauer, verputzte Mauerzüge, teilweise in die Gebäude einbezogen, mit Quadersockel, im Kern wohl mittelalterlich | D-1-87-123-14 Wikidata | weitere Bilder                    |
| Frauenchiemsee 42 (Standort)                     | Ehemaliges Mesnerhaus                                                    | Zweigeschossiger Massivbau mit rückseitig freiliegendem Untergeschoss, Flachsatteldach und Putzgliederung, 1813 | D-1-87-123-11 Wikidata | weitere Bilder                    |
| Frauenchiemsee 43 (Standort)                     | Gasthaus Inselwirt, ehemaliges Hofrichterhaus                            | Zweigeschossiger verputzter Massivbau mit Halbwalmdach, im Erdgeschoss tonnengewölbter Gang und Gaststube mit Holzbalkendecke, im Obergeschoss Gerichtssaal mit Stuckdecke, im Kern 17./18. Jahrhundert Gewölbter Saal im ansonsten erneuerten Querbau, 2. Hälfte 19. Jahrhundert | D-1-87-123-12 Wikidata | weitere Bilder                    |
| in Frauenchiemsee (Standort)                     | Gemeindefriedhof                                                         | Teilweise ummauert, mit Grabmälern bedeutender Persönlichkeiten des 19. und 20. Jahrhundert, darunter Max Haushofer, Wilhelm Jensen, Emil Lugo und Franz Roubaud Zugehörig Gedenksäule für Franz Josef Stradal, in Form eines Bildstocks mit Laterne, von 1880 | D-1-87-123-53 Wikidata | Gemeindefriedhof                  |
| in Frauenchiemsee (Standort)                     | Kriegerkapelle                                                           | Kleiner quadratischer Bau mit Rundbogenöffnungen und verschindeltem Glockendach, in barockisierenden Formen, von Eugen Drollinger, bezeichnet mit 1926 Ausmalung von Hiasl Maier | D-1-87-123-18 Wikidata | weitere Bilder                    |

### Herrenchiemsee (Insel)
| Lage                                                              | Objekt                                                       | Beschreibung | Akten-Nr.              | Bild                                       |
| ----------------------------------------------------------------- | ------------------------------------------------------------ | --- | ---------------------- | ------------------------------------------ |
| Herrenchiemsee 1, 2 (Standort)                                    | Neues Schloss (Schloss Herrenchiemsee)                       | Monumentale, zweigeschossige Dreiflügelanlage mit Attikageschoss und Flachdach, im barocken Stil nach dem Vorbild von Versailles (bestimmte Bauzustände und Räume) für König Ludwig II. durch Georg von Dollmann und Julius Hofmann 1878–87 erbaut, die Fassaden mit Risaliten sowie bekrönender Balustrade mit Vasen und Trophäen, die Belletage mit hohen Bogenfenstern, Pilastern und Säulen, der östliche Ehrenhof in den Gliederungsformen der Westfassade nach Jules Hardouin-Mansart, Bauplastik nach Entwürfen von Franz Widnmann, Terrakottareliefs von Villeroy & Boch, 1907 Abriss des ehemals nördlich angeschlossenen Seitenflügelrohbaus, das Gebäude in weiten Teilen unvollendet; mit Ausstattung Schlosspark, nach dem Vorbild des Parks von Versailles und dem Schema des klassischen Barockgartens, axiale Anlage in Ost-West-Ausrichtung mit Brunnen, Bassins, Blumenparterre, Freitreppen, Terrassen und Skulpturen sowie Alleen, die prachtvolle Hauptachse mündet westlich über das unvollendete Apollobassin und den großen Kanal in den Chiemsee, östlich des Schlosses die sogenannte Avenue mit einer Lindenallee, nach Plänen von Carl von Effner, erste Entwürfe 1875, Ausführung 1878–90, abschließend unter der Leitung von Jakob Möhl, ebenfalls unvollendet. Von den einzelnen Parkeinrichtungen sind besonders zu nennen: Brunnenanlagen: zwei große Wasserbecken vor der Westfassade des Schlosses mit Felsaufbauten nach Vorbild von San Ildefonso und Veitshöchheim, nördlich: Fama-Brunnen von Rudolf Maison, südlich: Fortuna-Brunnen von Wilhelm von Rümann, zwei Marmorbrunnen mit Jagdtiergruppen und der Latonabrunnen mit ovalem Becken von Johann Nepomuk Hautmann Zugehöriges Bedienstetengebäude, zweigeschossiger, verputzter Massivbau mit hohem Mansard-Walmdach, wohl um 1907 | D-1-87-123-26 Wikidata | weitere Bilder                             |
| Herrenchiemsee 3 (Standort)                                       | Altes Schloss, ehemaliges Augustiner-Klosterherren-Chorstift | Ehemaliges Klostergebäude und Augustinerchorherrenstift mit ehemaliger Domstiftskirche, gegründet im 8. Jahrhundert, aufgelöst 1803, barocke Vierflügelanlage, die einzelnen Trakte mehrgeschossige, verputzte Massivbauten: Ehemalige Domstiftskirche St. Sebastian und Sixtus, Massivbau mit Halbwalmdach, erhaltener Torso des frühbarocken Langhauses der Wandpfeilerhalle mit Pilastergliederung, 1676–78 von Lorenzo Sciasca, 1818/19 Abbruch des Chors, der Türme und der Fassadenfiguren und Umbau zur Brauerei Bräuhausstock (Westflügel), dreigeschossiger, einseitig abgewalmter Satteldachbau, 1661–68 unter Einbezug von Teilen des Vorgängerbaus errichtet, ab 1818 stark verändert Fürsten- oder Kuchelstock (Südflügel), dreigeschossiger Walmdachbau mit Putzgliederung und Marmor-Portalen, 1700–04 von Hanns Mayr, Hausstatt, nach Plan von Antonio Riva, im 19. Jahrhundert mehrfach umgebaut Prälaturstock (Nordflügel), dreigeschossiger, einseitig abgewalmter Satteldachbau mit Putzgliederung und Marmor-Portal, 1727–30 von Joseph Guethainz nach Plan von Joseph Guldimann, mit erhaltener Außenwand des nach Osten fortgesetzten, dreigeschossigen Verbindungsgangs mit gleichartiger Fassade Konventstock (Ostflügel, heute zu großem Teil Museum), dreigeschossiger, einseitig abgewalmter Satteldachbau, zum Teil mit Fugenputz, 1645–49 von Jacob Kurrer, nördlicher Teil 1819/20 abgebrochen Ehemaliger Konventgarten, 1. Hälfte 18. Jahrhundert | D-1-87-123-19 Wikidata | weitere Bilder                             |
| Herrenchiemsee 5 (Standort)                                       | Ehemals Seminargebäude, jetzt Schlosshotel                   | Langgestreckter dreigeschossiger Massivbau mit Halbwalmdach, übergiebelten Mittelrisaliten und Putzgliederung sowie zwei barocken Sandsteinportalen, 1737–40 von Wolf Steinpeiß erbaut, Umbauten im 19. Jahrhundert und 1900 Südlich angeschlossene Gartenanlage, 18. Jahrhundert, später verändert | D-1-87-123-20 Wikidata | Ehemals Seminargebäude, jetzt Schlosshotel |
| in Herrenchiemsee (Standort)                                      | Ehemalige Pfarrkirche St. Maria, jetzt Nebenkirche           | Spätgotischer Saalbau mit eingezogenem, dreiseitig geschlossenem Chor in Tuffsteinmauerwerk, 1469 geweiht, Umbauten 1630–32 mit Verlegung des Portals nach Westen, im 19. Jahrhundert Bekrönung des Dachreiters auf dem Westgiebel und neugotische Vorhalle; mit Ausstattung | D-1-87-123-22 Wikidata | weitere Bilder                             |
| in Herrenchiemsee (Standort)                                      | Ökonomiegebäude                                              | Ehemaliger Pferdestall mit Remise, langer, eingeschossiger Massivbau mit Satteldach, Voluten- und Zwerchgiebel, um 1660/70, Umbauten wohl frühes 20. Jahrhundert, Stallstadel, eingeschossiger Massivbau mit Satteldach, zinnenartiger Putzgliederung und Zwerchgiebeln an der östlichen Traufseite, 1853/54 | D-1-87-123-23 Wikidata | Ökonomiegebäude                            |
| in Herrenchiemsee (an der nördlichen Spitze der Insel) (Standort) | Seekapelle                                                   | Barocker Massivbau mit Satteldach, Dachreiter, Putzgliederung sowie nördlicher Nische mit Figur des Hl. Johann Nepomuk anstelle des ehemaligen Portals, wohl von Giulio Zuccalli 1697, Spitzhelm des Dachreiters nach 1819 An der Ostwand lebensgroßes Kruzifix, Anfang 16. Jahrhundert; mit Ausstattung | D-1-87-123-25 Wikidata | weitere Bilder                             |